# Лежен, Александр Луи Симон
Александр Луи Симон Лежен (Alexandre-Louis-Simon Lejeune; 23 декабря 1779, Вервье — 28 декабря 1858) — бельгийский ботаник, известный работами по флоре Бельгии.

## Биография
В 1801 году он поступил в медицинскую школу в Париже, но впоследствии был вынужден отказаться от учёбы из-за призыва в армию. Завершив свои военные обязанности в конце 1804 года, он переехал в Энсиваль в качестве врача. Три года спустя он навсегда поселился в своем родном городе Вервье. Вместе с Ричардом Куртуа (1806—1835) он был соавтором «Compendium Flore belgicae». Он был наставником Мари-Анн Либерт, которую представил ему Огюстен Пирамис де Кандоль. Либерт назвала род Lejeunea (семейство Lejeuneaceae) в честь Лежена в 1820 году.

## Эпонимы
- род Lejeunia Libert 1820,
- вид Rubus lejeunei Weihe 1925

## Труды
- «Flore des environs de Spaa» (Льеж, 1811—16)
- «Revue de la Flore des environs de Spaa» (Льеж, 1824)
- «Choix des plantes de Belgique» (Льеж, 1825—30)[5]